# Самострой

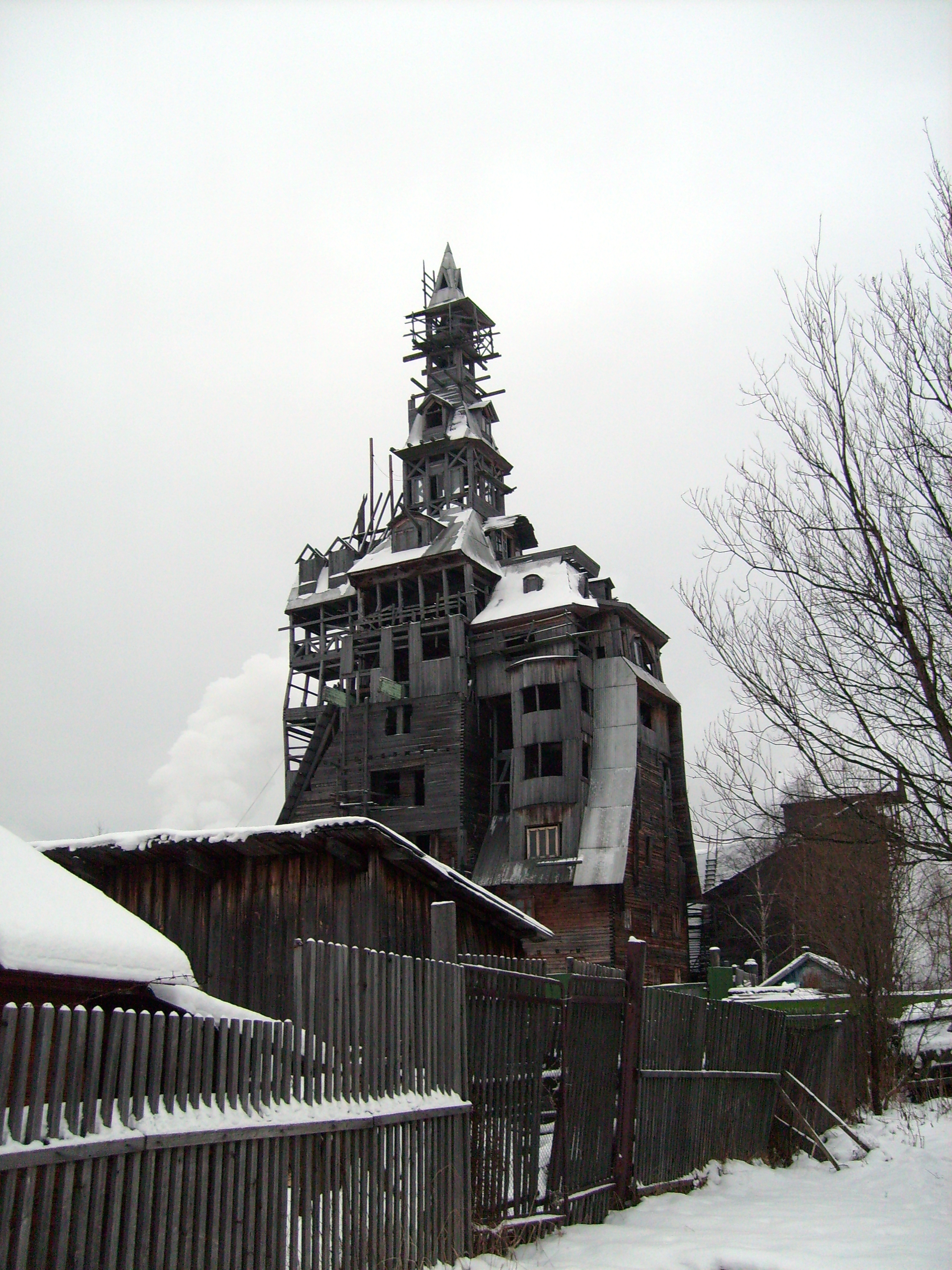
Дом Сутягина в Архангельске — пример самовольной постройки. Снесён в 2008.

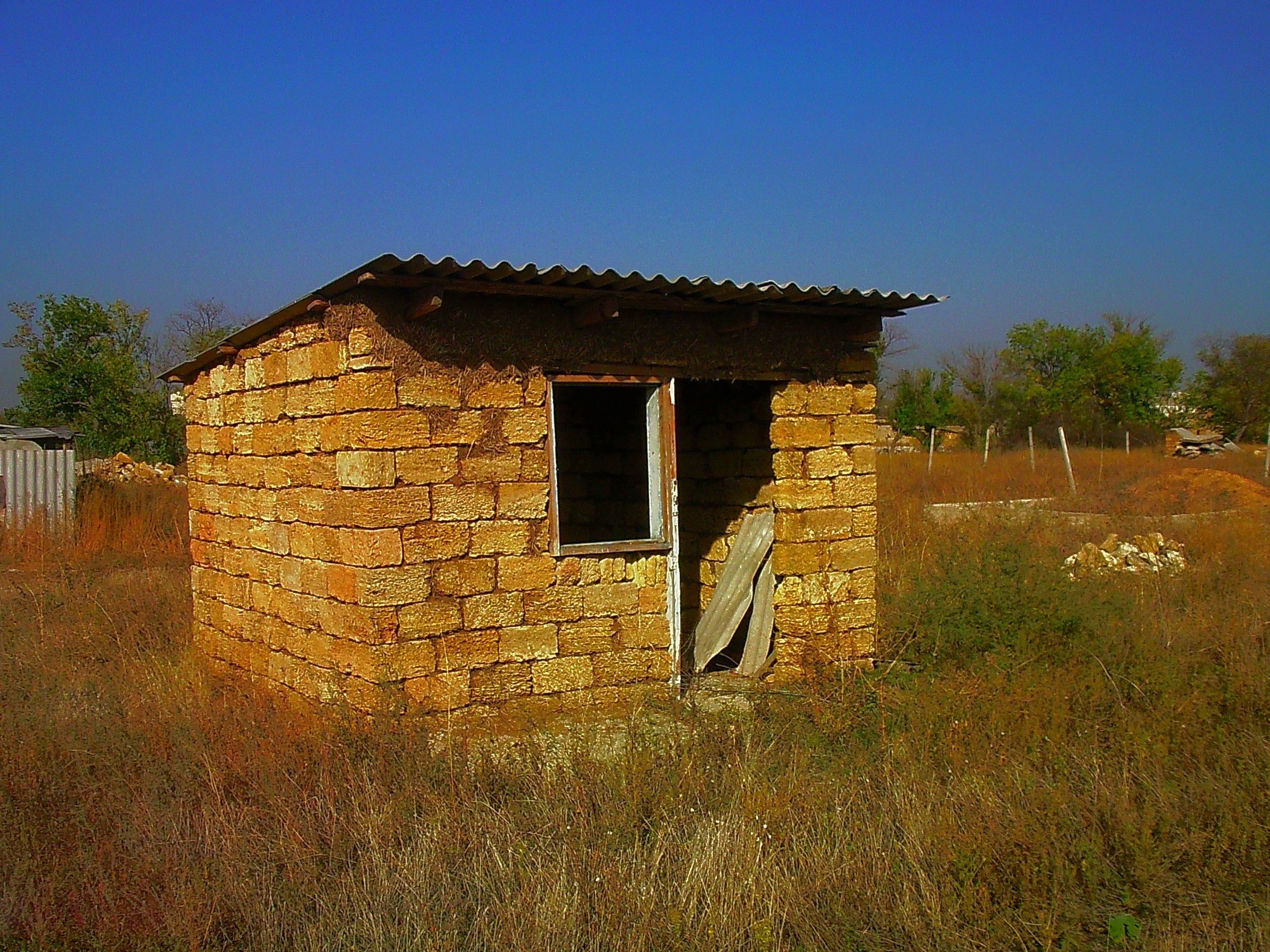
Самострой в Симферополе

Самострой или самовольная постройка — строительство сооружения без получения на это необходимых разрешений или с существенным нарушением градостроительных и строительных норм и правил.
В Российской Федерации лицо, осуществившее самовольную постройку, не приобретает на неё право собственности. Оно не вправе распоряжаться постройкой — продавать, дарить, сдавать в аренду, совершать другие сделки.
Также самострой подлежит сносу осуществившим его лицом, либо за его счет. Так в 2008 году по решению суда в Архангельске был снесён самовольно построенный дом Сутягина, который планировалось занести в книгу рекордов Гиннесса как самое высокое деревянное строение в мире, а в 2016 году в Москве начинают сносить торговые ларьки вблизи метро, включая ТЦ «Пирамида» на Тверской улице.
Во многих развивающихся странах есть целые неформальные поселения — места на окраинах больших городов, где люди сами построили дома на земельных участках, не являющихся их собственностью, и стали там жить (фавелы, вилья мисериа, барриос, геджеконду). Там живут люди, которые переезжают из деревень, желая улучшить свою жизнь, но не могут заработать достаточно для того, чтобы приобрести или снимать более достойное жильё. Это называется ложной урбанизацией.